# 三好幹二
三好 幹二（みよし かんじ、1950年（昭和25年）11月28日 - ）は、日本の政治家。前愛媛県西予市長（3期）。

## 略歴
1950年（昭和25年）、愛媛県に生まれる。法政大学法学部卒。大学卒業後、東京都内の証券会社に5年間勤め、その後愛媛に帰郷する。2000年（平成12年）に宇和町総務課長、2002年（平成14年）に同町助役に就任。
2004年（平成16年）4月1日、東宇和郡宇和町・野村町・城川町・明浜町、西宇和郡三瓶町の5町が合併し、西予市が発足。これに伴い同年5月16日に行われた市長選挙に立候補。元野村町長の大塚功との一騎打ちを制し初当選を果たした。2016年5月15日の任期満了をもって退任。
2022年11月3日、秋の叙勲において、旭日小綬章を受章した。

## 参考
- 毎日フォーラム・発信:三好幹二・愛媛県西予市長
- 『新訂 現代政治家人名事典 : 中央・地方の政治家4000人』日外アソシエーツ、2005年。
- トップインタビュー　三好幹二・愛媛県西予市長